# Ostwind
Флакпанцер IV «Оствинд» (нем. Flakpanzer IV «Ostwind» — восточный ветер), полное название — 3,7 cm Flak 43 auf Sfl PzKpfw IV — немецкая зенитная самоходная установка (ЗСУ) времён Второй мировой войны на базе среднего танка PzKpfw IV. Она была разработана в 1944 году в качестве преемника более ранней зенитной самоходной установки Wirbelwind.
Башня танка Panzer IV была снята и заменена шестиугольной башней с открытым верхом, в которой размещалось одно 37-мм орудие Flak 43. В дополнение к своей роли в качестве зенитного оружия, скорострельная пушка производства компании Rheinmetall была высокоэффективной в качестве САУ для подавления слабобронированной техники и слабозащищенных укреплений. Предпочтительнее было бы разработать полностью закрытую машину, но этого было невозможно добиться из-за проблемы с задымлением боевого отделения в результате стрельбы из орудия. Производство машин было налажено на заводе под названием Deutsche Eisenwerke в Дуйсбурге.
Основным улучшением параметров машины по сравнению с ЗСУ Wirbelwind было связано у с увеличением дальнобойности орудия. Она также имела несколько лучше бронированную башню, и второй пулемет MG34.
Для изготовления было выделено около 30, как поступающих на ремонт PzKpfw IV, так и новых шасси. Переделка осуществлялась компанией Ostbau Werke в г. Сагане (Силезия, ныне — территория Польши), а изготовление новых проводилось на Stahlindustrie в Дуйсбурге.
|       | 1     | 2     | 3     | 12    | Всего |
| ----- | ----- | ----- | ----- | ----- | ----- |
| 1944  |       |       |       | 4     | 4     |
| 1945  | 10    | 7     | 8*    |       | 25    |
| Всего | Всего | Всего | Всего | Всего | 29    |

*из них 7 построены на новых шасси